# West Iqiebor
West Iqiebor, né le 1er octobre 1964, est un judoka nigérian.

## Carrière
Aux Jeux africains de 1987 à Nairobi, West Iqiebor est médaillé d'argent dans la catégorie des moins de 86 kg et médaillé de bronze toutes catégories.
Il participe aux Jeux olympiques d'été de 1988 à Séoul ; il est éliminé du tournoi des moins de 86 kg dès les seizièmes de finale par le Brésilien Walter Carmona.
Aux Championnats d'Afrique de judo 1990 à Alger, il est médaillé de bronze dans la catégorie des moins de 86 kg  ainsi que dans le tournoi toutes catégories.
Aux Jeux africains de 1991 au Caire, West Iqiebor est médaillé de bronze dans la catégorie des moins de 95 kg et dans le tournoi toutes catégories.